# Enrique Canto
Enrique Canto (Santiago de Cuba 24 december 1909? - 9 februari 1960? of Puerto Rico 2 januari 1982) was een Cubaans revolutionair en journalist.
Enrique Canto was van Asturische afkomst. Hij woonde tussen 1918 en 1933 in Spanje en ontpopte zich als een sympathisant van het falangisme en bewonderaar van de Spaanse dictator generaal Francisco Franco. In Spanje werd hij opgeleid door de jezuïeten en werd hij journalist.
Na zijn terugkeer in Cuba organiseerde hij de Katholieke Jeugd in de Oriente provincie en werd hij gekozen tot vicevoorzitter van de Spaanse Associatie in Santiago. Hij maakte deel uit van de Beweging van de 26ste Juli (M-26-7) van Fidel Castro. Hij was penningmeester van de beweging. In 1957 werd zijn aandeel in de beweging door de politie ontdekt en vluchtte hij naar Spanje waar hij korte tijd verbleef. Hij werd eind 1958 door Castro benoemd tot onderhandelaar van de rebellen. Hij onderhandelde met de voorlopige regering voor een vreedzame machtsoverdracht. Van januari tot september 1959 was hij de hoogste diplomatieke vertegenwoordiger van Cuba in Madrid. Na zijn terugkeer in Cuba werd hem door Raúl Castro een regeringspost aangeboden, hetwelk hij echter afwees. Vanwege zijn Katholicisme stond hij steeds kritischer tegenover het regime dat zich in communistische richting ontwikkelde. In 1960 werd hij gearresteerd en op last van het nieuwe Castro-regime zou hij zijn geëxecuteerd.
Het is onduidelijk of Canto's doodvonnis ook daadwerkelijk is uitgevoerd. Canto zou op 1 april 1974 uit de gevangenis aan de "La Loma Colorada" in Santiago zijn bevrijd. Hij zou dan als vrij man aan prostaatkanker op 2 januari 1982 in Puerto Rico zijn gestorven.

## Bron
- The Moncada Attack: Birth of the Cuban Revolution, door: Rafael De La Cova (2007)

## Verwijzingen
1. 1 2  https://www.babalublog.com/archives/005432.html